# Sânleani
Sânleani – wieś w Rumunii, w okręgu Arad, w gminie Livada. W 2011 roku liczyła 1538 mieszkańców. 